# Teatro de Las Lagunas

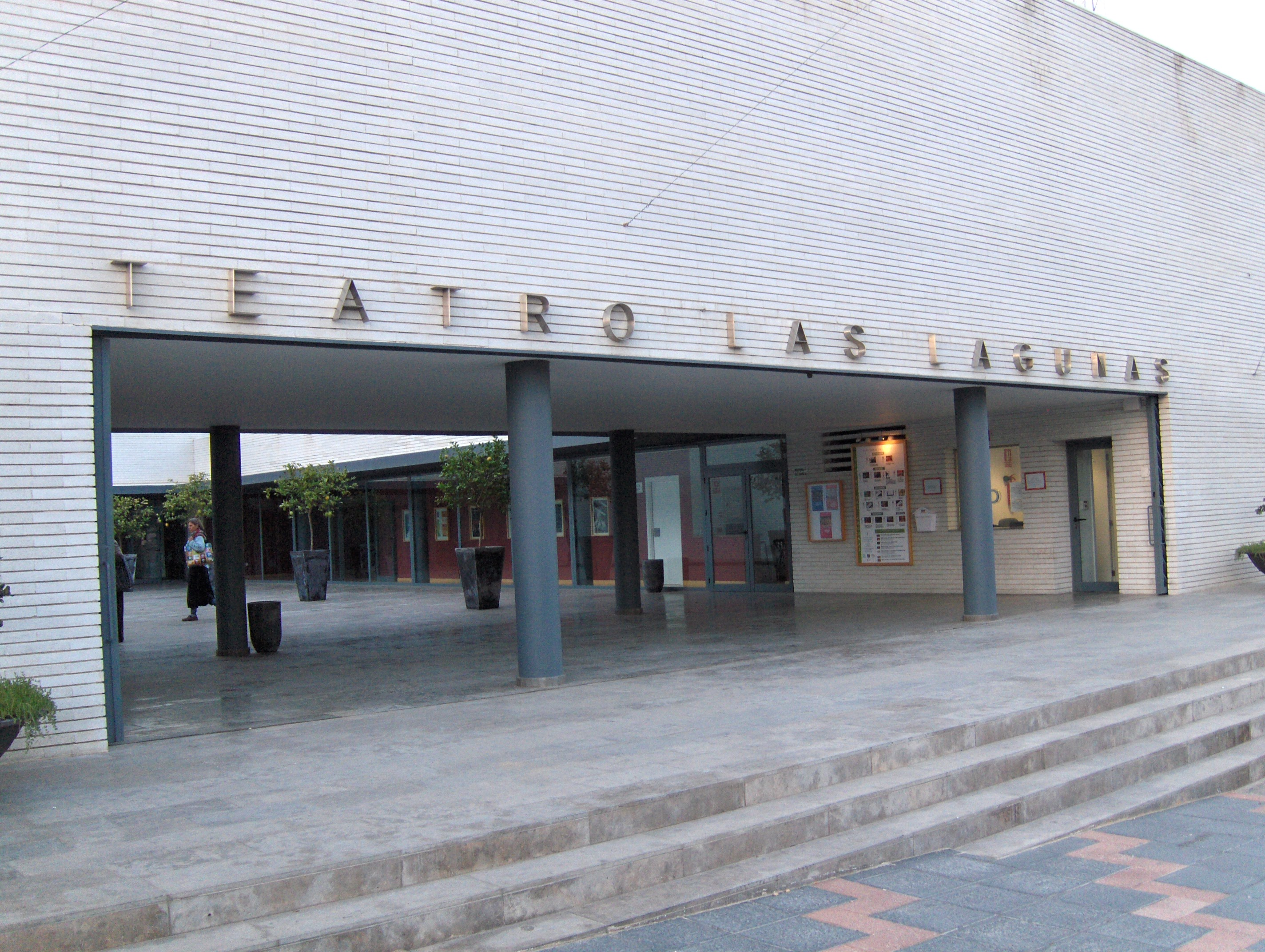
Entrada al teatro.

El teatro de Las Lagunas es un teatro situado en el municipio de Mijas, en la provincia de Málaga, España. Se encuentra rodeado de dos institutos públicos, un colegio público de educación infantil y primaria, una biblioteca municipal, además de un polideportivo.
Inaugurado en marzo de 2007, tiene 3.000 m² de superficie y una capacidad de 640 personas, desitribuidas entre plateas, palcos y anfiteatro. Además, cuenta con biblioteca y aulas para talleres. 
Situado en el núcleo de Las Lagunas de Mijas-Costa, se espera que el teatro albergue el Festival de teatro villa de Mijas.
El edificio es una obra del arquitecto José Seguí. 